# 12979 Evgalvasil'ev
12979 Evgalvasilʹev هو كويكب، يقع ضمن حزام الكويكبات. اكتشف في 26 سبتمبر 1978.

## روابط خارجية
- 12979 Evgalvasil'ev في قاعدة بيانات مختبر الدفع النفاث لأجرام النظام الشمسي الصغيرة

- الاكتشاف · مخطط المدار ·  العناصر المدارية · المعلمات المادية

- 12979 Evgalvasil'ev على موقع ويكي سكاي: DSS2, SDSS, GALEX, IRAS, Hydrogen α, X-Ray, Astrophoto, Sky Map, Articles and images